# Batalha de Manolada
A Batalha de Manolada foi travada em 5 de julho de 1316, em Manolada, nas planícies de Elis no Peloponeso. Os dois líderes eram Luís da Borgonha e o infante Fernando de Maiorca, ambos reivindicando o Principado da Acaia por direito de suas esposas. A derrota e a morte de Fernando garantiram a continuação da supremacia angevina sobre a Acaia e impediram o movimento de seus aliados, a Companhia Catalã ocupando o Ducado de Atenas.

## Resultado
João II de Nivelet passou para o lado de Fernando e foi executado em campo como traidor por Luís. A cabeça de Ferdinand foi exibida diante dos portões de Glarentza, ainda detida contra Louis, no dia seguinte. Os reforços enviados pela Companhia Catalã haviam chegado a Vostitsa na hora da batalha, mas retornaram a Atenas com a notícia da morte de Fernando. As tropas de Maiorca chegaram por mar a Glarentza dez dias depois e propuseram manter a cidade em nome do filho de Fernando, Jaime, mas, com a ajuda de subornos, acabaram sendo persuadidos a entregar a cidade a Luís.
No entanto, Luís não desfrutou de sua vitória por muito tempo, morrendo apenas quatro semanas após a batalha, deixando Matilda, de 22 anos, duas vezes viúva, governante do principado em ruínas.